# Přebor Moravskoslezského kraje 2016/2017
V soubojích 57. ročníku Přeboru Moravskoslezského kraje 2016/17 (jedna ze skupin 5. fotbalové ligy) se utkalo 16 týmů každý s každým dvoukolovým systémem podzim–jaro. Tento ročník začal v pátek 5. srpna 2016 úvodním zápasem 1. kola a celého ročníku (FK Český Těšín – TJ Břidličná 1:1) a skončil v neděli 18. června 2017 posledním zápasem 30. kola a celého ročníku (FK Krnov – TJ Břidličná 2:0).

## Nové týmy v sezoně 2016/17
- Z Divize E 2015/16 sestoupilo do Přeboru Moravskoslezského kraje mužstvo FK Krnov.
- Ze skupin I. A třídy Moravskoslezského kraje 2015/16 postoupila mužstva ŠSK Bílovec (vítěz skupiny A), FC Slavoj Olympia Bruntál (2. místo ve skupině A) a SK Beskyd Čeladná (vítěz skupiny B).

## Nejlepší střelec
Nejlepším střelcem ročníku se stal Pavel Kučera z TJ Břidličná, který vstřelil 34 branky ve 29 startech. Druhý Dušan Půda z FC Heřmanice Slezská dal 27 branek ve 29 utkáních.

## Konečná tabulka
Zdroj: 
| Poř. | Tým                              | Z  | V  | R | P  | VG | OG | B  |
| ---- | -------------------------------- | -- | -- | - | -- | -- | -- | -- |
| 1.   | FK Bospor Bohumín                | 30 | 21 | 4 | 5  | 67 | 26 | 67 |
| 2.   | FC Heřmanice Slezská             | 30 | 17 | 8 | 5  | 79 | 34 | 59 |
| 3.   | SK Beskyd Čeladná (N)            | 30 | 16 | 3 | 11 | 66 | 52 | 51 |
| 4.   | FK Český Těšín                   | 30 | 14 | 9 | 7  | 55 | 34 | 51 |
| 5.   | FK Krnov (S)                     | 30 | 13 | 8 | 9  | 42 | 42 | 47 |
| 6.   | FK Bílovec (N)                   | 30 | 13 | 6 | 11 | 56 | 46 | 45 |
| 7.   | TJ Háj ve Slezsku                | 30 | 13 | 6 | 11 | 55 | 46 | 45 |
| 8.   | TJ Břidličná                     | 30 | 12 | 6 | 12 | 62 | 59 | 42 |
| 9.   | FK SK Polanka nad Odrou          | 30 | 10 | 7 | 13 | 52 | 57 | 37 |
| 10.  | SK Dětmarovice                   | 30 | 10 | 6 | 14 | 45 | 51 | 36 |
| 11.  | FC Slavoj Olympia Bruntál (N)    | 30 | 9  | 7 | 14 | 58 | 62 | 34 |
| 12.  | SK Šenov                         | 30 | 10 | 4 | 16 | 46 | 68 | 34 |
| 13.  | FK Slavia Orlová                 | 30 | 8  | 9 | 13 | 51 | 68 | 33 |
| 14.  | SK Beskyd Frenštát pod Radhoštěm | 30 | 9  | 5 | 16 | 46 | 67 | 32 |
| 15.  | TJ Vendryně                      | 30 | 8  | 7 | 15 | 53 | 78 | 31 |
| 16.  | TJ Sokol Kobeřice                | 30 | 9  | 1 | 20 | 32 | 75 | 28 |

Poznámky:
- Z = Odehrané zápasy; V = Vítězství; R = Remízy; P = Prohry; VG = Vstřelené góly; OG = Obdržené góly; B = Body; (S) = Mužstvo sestoupivší z vyšší soutěže; (N) = Mužstvo postoupivší z nižší soutěže (nováček)

|  | Postup do Divize E 2017/18                                   |
|  | Sestup do I. A třídy Moravskoslezského kraje - sk. A 2017/18 |
|  | Sestup do I. A třídy Moravskoslezského kraje - sk. B 2017/18 |